# Davaineidae
Famille
Les Davaineidae sont une famille de cestodes de l'ordre des Cyclophyllidea. Cette famille comprend des helminthes parasites des vertébrés. Des différents genres répertoriés dans cette famille, Raillietina est le plus étudié.

## Description
Les membres de la famille sont caractérisés par la présence d'une couronne (rostellum) à la pointe du scolex ; ce rostellum est composé de crochets en forme de marteaux et entouré de ventouses. Ces cestodes sont généralement trouvés dans des oiseaux, et parfois dans les mammifères, qui sont des hôtes définitifs. Les hôtes intermédiaires sont de petits insectes tels que les fourmis. Par exemple, les hôtes de Davainea proglottina (long de 1 à 4 mm) sont les poules et ce sont les limaces qui sont les hôtes intermédiaires.

## Liste des genres
Selon le World Register of Marine Species (13 février 2024), la famille contient les genres suivants :
- Abuladzugnia Spasskii, 1973
- Chapmania Monticelli, 1893
- Cotugnia Diamare, 1893
- Davainea Blanchard, 1891
- Demidovella Spasskii & Spasskaya, 1976
- Fuhrmannetta Stiles & Orleman, 1926
- Houttuynia Fuhrmann, 1920
- Idiogenes Krabbe, 1868
- Numidella Spasskaya & Spasskii, 1971
- Ophryocotyle Friis, 1870
- Ophryocotyloides Fuhrmann, 1920
- Otiditaenia Beddard, 1912
- Paroniella Fuhrmann, 1920
- Raillietina Fuhrmann, 1920
- Turdifernandezia Ceccolini & Cianferoni, 2021

Noms de genres obsolètes :
- Fernandezia Lopez-Neyra, 1936 : maintenant Turdifernandezia

Selon GBIF (5 novembre 2023) :
- Abuladzugnia Spasskii, 1973
- Baerfainia Yamaguti, 1959
- Buginetta Spassky, 1994
- † Burtiella Spasskii & Kornyushin, 1977
- Calostaurus Sanders, 1957
- Chapamania Monticelli, 1893
- Chapmania Monticelli, 1893
- Cotugnia Diamare, 1893
- Dalamurella Spasskii & Spasskaya, 1976
- Davainea Blanchard, 1891
- Davaineoides Fuhrmann, 1920
- Davainia
- Delamuretta Spasskii, 1977
- Demidovella Spasskii & Spasskaya, 1976
- Diorchiraillietina Yamaguti, 1959
- Dollfusoquenta Spasskii, 1973
- Erchanella Spassky, 1994
- Fuhrmannetta Stiles & Orleman, 1926
- Grewalenia Spassky, 1996
- † Gvosdevinia Spasskii, 1973
- Houttuynia Furhmann, 1920
- Idiogenes Krabbe, 1868
- Idiogenoides López-Neyra, 1929
- Kornyushetta Spassky, 2000
- † Manitaurus Spasskaya & Spasskii, 1971
- Metadavainea Baer & Fain, 1955
- Multicotugnia Lópex-Neyra, 1943
- Neoraillietina Ghazi & Bilqees, 2002
- † Numidella Spasskaya & Spasskii, 1971
- Ophryocotyle Friis, 1870
- Ophryocotyloides Fuhrmann, 1920
- Ophryocotylus Srivastava & Capoor, 1977
- Oschmarenia Spasski, 1951
- Otiditaenia Beddard, 1912
- Paroniella Fuhrmann, 1920
- † Paspalia Spasskaya & Spasskii, 1971
- Pentocoronaria Matevosyan & Movsesyan, 1966
- Pluviantaenia Jones, Khalil & Bray, 1992
- Porogynia Railliet & Henry, 1909
- Pseudidiogenes Movsesyan, 1971
- Pseudoidiogenes Movsesyan, 1971
- Raillietina Fuhrmann, 1920
- Satyanarayana Khan, 1984
- Skrjabinia Fuhrmann, 1920
- Soninotaurus Spasskii, 1973
- Sphyroncotaenia Ransom, 1911
- Tenoretta Spassky, 1994
- Turdifernandezia Ceccolini & Cianferoni, 2021
- Vadifresia Spasskii, 1973